# Tejas (Humacao)
Tejas es un barrio ubicado en el municipio de Humacao en el estado libre asociado de Puerto Rico. En el Censo de 2010 tenía una población de 6821 habitantes y una densidad poblacional de 879,63 personas por km².

## Geografía
Tejas se encuentra ubicado en las coordenadas 18°8′54″N 65°50′41″O / 18.14833, -65.84472. Según la Oficina del Censo de los Estados Unidos, Tejas tiene una superficie total de 7.75 km², que corresponden a tierra firme.

## Demografía
Según el censo de 2010, había 6821 personas residiendo en Tejas. La densidad de población era de 879,63 hab./km². De los 6821 habitantes, Tejas estaba compuesto por el 67.59% blancos, el 19.01% eran afroamericanos, el 1.08% eran amerindios, el 0.13% eran asiáticos, el 7.9% eran de otras razas y el 4.28% pertenecían a dos o más razas. Del total de la población el 99.49% eran hispanos o latinos de cualquier raza.